# Сенна (телесериал)
«Сенна» (англ. Senna) — бразильский телесериал в жанре документальной драмы о жизни автогонщика Айртона Сенны.

## Сюжет
Сериал рассказывает о жизни Айртона Сенны от начала его гоночной карьеры в Formula Ford до Гран-при Сан-Марино 1994 года.

## В ролях
- Габриэль Леоне — Айртон Сенна
- Элис Вегманн — Лилиан де Васконселлос Соуз
- Кая Скоделарио — Лаура
- Памела Томе — Шуша
- Джулия Фоти — Адриана Галистеу
- Камила Мардила — Вивиан Сенна
- Сусана Рибейро — Нейде Джоана Сенна
- Марко Рикка — Милтон Гирадо Теодоро да Силва
- Николас Крус — Леонардо Сенна
- Габриэль Лушард — Гальвана Буэно
- Кристиан Малейрос
- Хьюго Бонемер — Нельсон Пике
- Арно Виар — Жан-Мари Балестр
- Джо Херст — Кит Саттон
- Кейсуке Хоаши — Осаму Гото
- Леон Окендэн — Джеймс Хант
- Патрик Кеннеди — Рон Деннис
- Ричард Клотье — Питер Варр
- Том Мэннион — Сид Уоткинс
- Мэтт Мелла — Ален Прост
- Йоханнес Генрихс — Ники Лауда
- Стивен Макинтош — Фрэнк Уильямс
- Чарли Хэмблетт — Мартин Брандл
- Роб Комптон — Терри Фуллертон
- Гастон Фриас — Деймон Хилл
- Фелипе Приоли — Риккардо Патрезе

## Список эпизодов
| № общий | № в сезоне | Название                                 | Дата премьеры  |
| ------- | ---------- | ---------------------------------------- | -------------- |
| 1       | 1          | «Calling (Vocação)» «Призвание»          | 29 ноября 2024 |
| 2       | 2          | «Belonging (Determinação)» «Определение» | 29 ноября 2024 |
| 3       | 3          | «Ambition (Ambição)» «Амбиции»           | 29 ноября 2024 |
| 4       | 4          | «Passion (Paixão)» «Страсть»             | 29 ноября 2024 |
| 5       | 5          | «Hero (Herói)» «Герой»                   | 29 ноября 2024 |
| 6       | 6          | «Time (Tempo)» «Время»                   | 29 ноября 2024 |

## Релиз
1 февраля 2024 года Netflix представил отрывок из сериала в рамках предварительного просмотра.
Первый тизер-трейлер был выпущен 30 апреля 2024 года.